# Equação integral
Uma equação integral é uma equação que contém uma função operada por uma integral. Existe uma íntima relação entre equações diferenciais e equações integrais, e muitos problemas podem ser formulados em qualquer das duas formas. Veja, por exemplo, as equações de Maxwell.

## Generalidades
O tipo mais simples de equação integral é uma equação integral de Fredholm do primeiro tipo
{\displaystyle f(x)=\int _{a}^{b}K(x,t)\,\varphi (t)\,\mathrm {d} t}
A notação aqui utilizada segue Arfken: {\displaystyle \varphi } é uma função desconhecida, 
{\displaystyle f} é uma função conhecida, e {\displaystyle K} é outra função conhecida, dependente de duas variáveis, denominada núcleo.
Os limites de integração são constantes, o que é uma das características de uma equação de Fredholm.
Se a função incógnita aparece tanto sendo operada por uma integral como também não operada por uma integral, a mesma é denominada equação de Fredholm do segundo tipo:
{\displaystyle \varphi (x)=f(x)+\lambda \int _{a}^{b}K(x,t)\,\varphi (t)\,\mathrm {d} t}
O parâmetro λ é um fator desconhecido, representando o mesmo papel de um autovalor na álgebra linear.
Se pelo menos um dos limites de integração é variável, a equação é denominada equação integral de Volterra.
No caso de todas as equações integrais acima citadas, se a função conhecida {\displaystyle f} é nula, as equações são denominadas homogêneas. Se {\displaystyle f} é não nula, as equações são denominadas não-homogêneas.
Sumariando, as equações integrais são classificadas de acordo com três parâmetros, gerando oito diferentes tipos de equação:
1. Limites de integração
- ambos constantes: equação de Fredholm
- um ou ambos variáveis: equação de Volterra

2. Localização da função incógnita
- somente como parte do integrando: primeiro tipo
- não envolvido com integral e também parte do integrando: segundo tipo

3. Natureza da função incógnita {\displaystyle f}
- identicamente nula: homogênea

não identicamente nula: não homogênea